# カテガット海峡

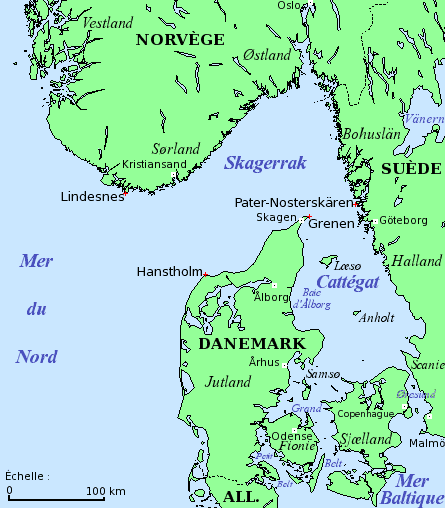
カテガット海峡とスカゲラク海峡

カテガット海峡（カテガットかいきょう、デンマーク語: Kattegat [ˈkʰætəkæt], スウェーデン語: Kattegatt [ˈkâtːɛˌɡat]）は、デンマークのユトランド半島北東部とスカンジナビア半島との間にある海峡。
Kattegat は文字通りのオランダ語で「猫の穴」を意味するが、この名前を考えたオランダの船乗り達はこれに「狭い通り道」という意味も付けた。
北海とバルト海の間にある水域のうちバルト海に近い南東部（北海に近い北西部はスカゲラク海峡）で、国際水路機関 (IHO) による海域分類では独立した海域になっているが、広義の北海の一部とされることもある。
北西へはユトランド半島北端グレネン岬付近でスカゲラク海峡 (Skagerrak) と分かれ、さらにその向こうには北海がある。南へは南東のエーレスンド海峡 (Øresund) と南西のストレ海峡 (Store Bælt)、それらの間のシェラン島によりバルト海と分けられている。

## 島
全てデンマーク領

### 海峡内
いずれも小さな離島である。
- レス島 Læsø
- アンホルト島 Anholt
- サムセー島 Samsø

### バルト海との境界付近
デンマークの主要な島があり、橋やトンネルで結ばれている。
- シェラン島 - デンマーク首都コペンハーゲンがある島
- フュン島 - デンマーク旧首都オーデンセがある島

座標: 北緯56度55分42秒 東経11度25分41秒 / 北緯56.928333333333度 東経11.428055555556度